# Albastru Meldola
Albastru Meldola este un colorant de tip fenoxazinic, utilizat ca mediator redox în determinările amperometrice ale NADH, a substratelor pentru dehidrogenază de tipul anionului NH4+, lactat și pentru determinarea secvențelor specifice din molecula de ADN. O problemă care poate apărea la utilizarea bio-senzorilor pe bază de albastru Meldola este faptul că în cazul probelor heterogene, acest tip de biosenzor ar putea fi el însuși o interferență pentru reducerea contaminanților în proba care se determină.Un astfel de contaminant este gruparea SH (sulfhidril) prezentă de obicei ca grupare tiol (glutation, GSH) sau protein-SH. S-a constatat faptul că gruparea SH are tendința de a se lega de molecula colorantului, interferând astfel proba de analizat. Studiul a indicat faptul că gruparea SH reacționează cu MB, determinând modificări rapide în structura colorantului, determinând apoi și cinetica reacțiilor în care este implicată gruparea SH.
Studiile au demonstrat faptul că utilizarea unei matrice de SiO2, în amestec cu TiO2, fosfat de zirconiu, fosfat de titan/silice silicat dublu de Zr/Sb sau o matrice de SiO2/Sb2O3 (matrice realizată prin metoda sol/gel) poate rezolva aceste probleme. Un impediment a fost și fragilitatea filmului de gel, fragilitate ce duce la formarea de xerogel. Au fost încercate diferite metode, pentru a înlătura acest impediment, folosind în acest scop, surfactanți sau compuși ceramici ai carbonului sub formă de sol/gel (aceștia având o largă utilizare mai ales în amperometrie).